# Agrostis volkensii
Agrostis volkensii é uma espécie de gramínea do gênero Agrostis, pertencente à família Poaceae.